# Gare de Vyborg
La gare de Vyborg (en russe : Станция Выборг) est une gare ferroviaire russe située sur le territoire de la ville de Vyborg, dans l'oblast de Léningrad, en Russie.

## Histoire

### Ancienne gare
Le bâtiment en granite est conçu par les architectes Eliel Saarinen et Herman Gesellius et sa construction se termine en 1913.
à l'époque où Vyborg appartient au grand-duché de Finlande, rattaché à la couronne de Russie.
L'édifice rappelle celui de la gare centrale d'Helsinki (Helsingfors à l'époque) et il est considéré comme un joyau de l'architecture finlandaise de l'époque.
L'édifice est détruit en 1944 pendant la guerre de continuation.

## Galerie

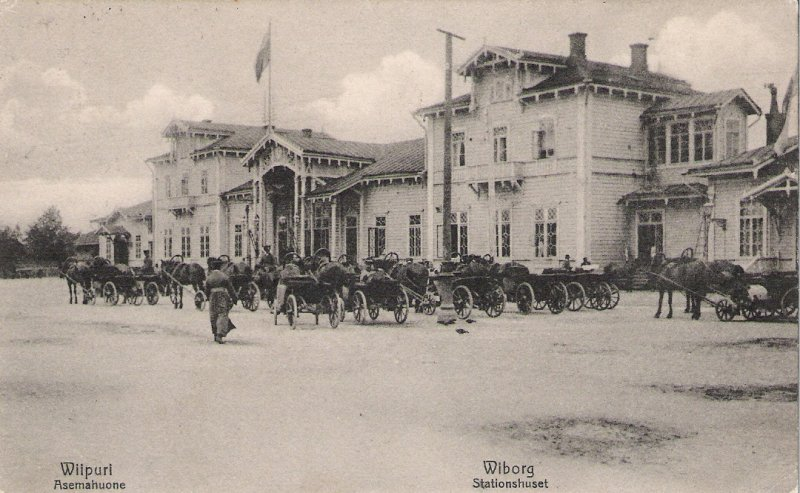
L'ancienne gare de Vyborg en 1870.
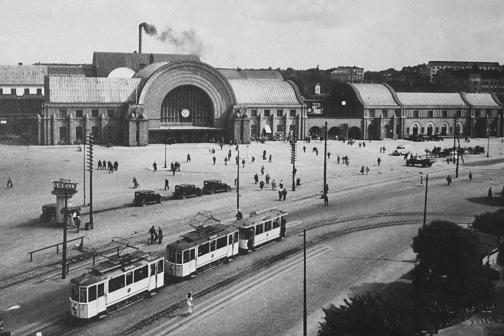
La gare en 1913, conçue par Eliel Saarinen et Herman Gesellius.

### Nouvelle gare
Le bâtiment de la gare actuelle est un exemple typique de l'architecture néo-classique stalinienne. 
Les concepteurs sont A. Vassiliev, David Goldgor Semenovitch (ru),  Sergey Speranskiy Borissovitch (ru) et A. Burke.
Depuis 2009, s'y arrêtent les trains Helsinki-Saint-Pétersbourg: l'Allegro, le Sibelius, le Repin et le Tolstoï exploités par Karelian Trains.

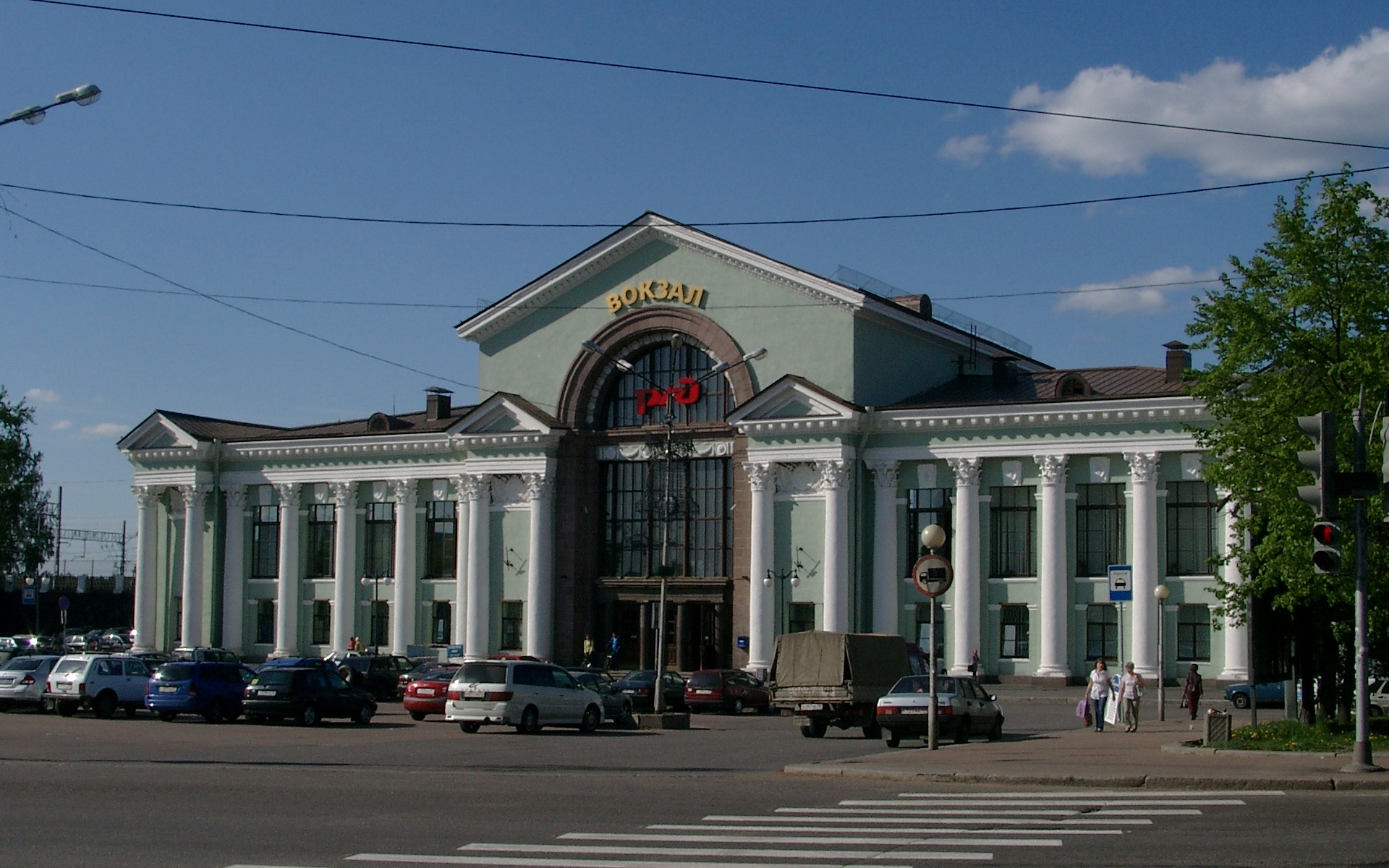
La gare reconstruite dans les années 1940.
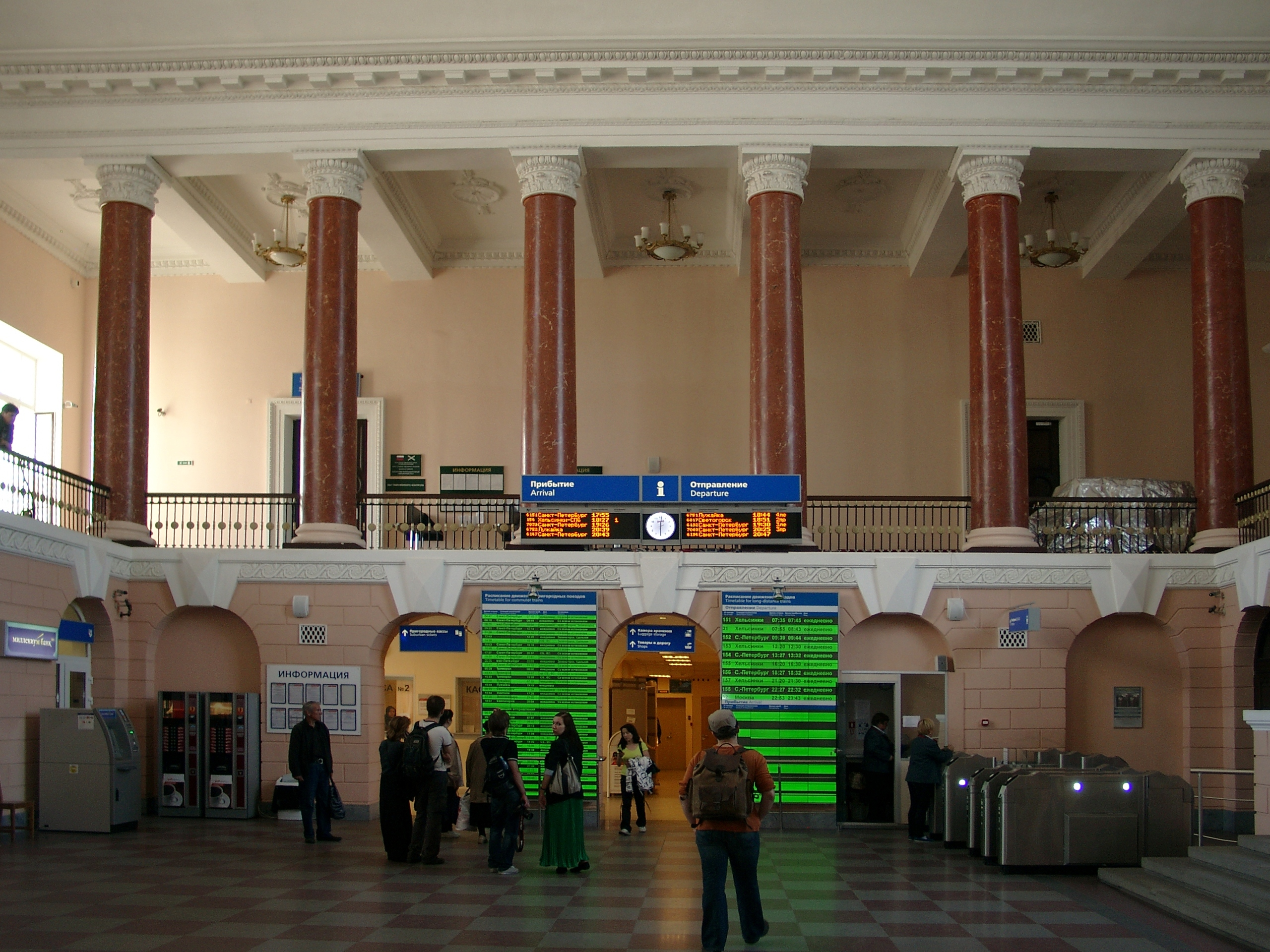
L'intérieur.
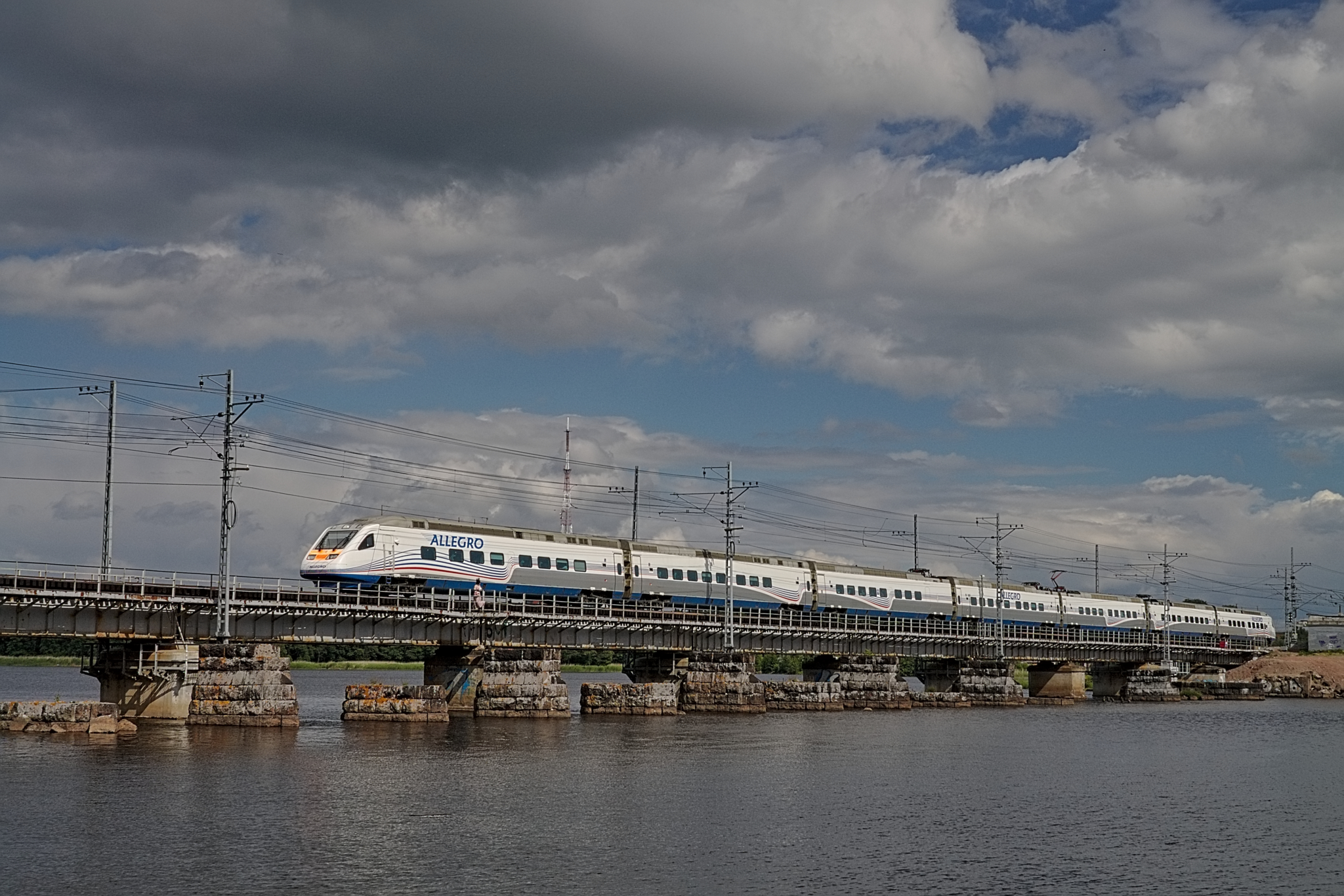
L'Allegro à l'approche de la gare de Vyborg.